# Platysenta orta
Platysenta orta är en fjärilsart som beskrevs av Barnes och Mcdunnough 1912. Platysenta orta ingår i släktet Platysenta och familjen nattflyn. Inga underarter finns listade i Catalogue of Life.